# Milano-Sanremo 2008
La Milano-Sanremo 2008, novantanovesima edizione della corsa, si disputò il 22 marzo 2008 e fu vinta dallo svizzero Fabian Cancellara con il tempo di 7h14'35".

## Percorso
Svoltasi sabato 22 marzo 2008 su un percorso di 298 chilometri, venne sostituito il tradizionale arrivo in Via Roma con un traguardo inedito, posto sul lungomare Italo Calvino. Così come inedita fu la presenza della salita delle Mànie, lunga circa quattro chilometri e piuttosto impegnativa, introdotta a causa dell'interruzione per frana della Via Aurelia tra Finale Ligure e Noli.

## Squadre partecipanti
| N.      | Cod. | Squadra                          |
| ------- | ---- | -------------------------------- |
| 1-8     | RAB  | Rabobank                         |
| 11-18   | ALM  | AG2R La Mondiale                 |
| 21-28   | BAR  | Barloworld                       |
| 31-38   | BBO  | Bbox Bouygues Telecom            |
| 41-48   | GCE  | Caisse d'Epargne                 |
| 51-58   | COF  | Cofidis, le Crédit par Téléphone |
| 61-68   | C.A  | Crédit Agricole                  |
| 71-78   | CSF  | CSF Group-Navigare               |
| 81-88   | SDA  | Serramenti Diquigiovanni-Androni |
| 91-98   | EUS  | Euskaltel-Euskadi                |
| 101-108 | FDJ  | Française des Jeux               |
| 111-118 | GST  | Gerolsteiner                     |
| 121-128 | THR  | Team High Road                   |

| N.      | Cod. | Squadra                          |
| ------- | ---- | -------------------------------- |
| 131-138 | LAM  | Lampre                           |
| 141-148 | LIQ  | Liquigas                         |
| 151-158 | LPR  | LPR Brakes-Farnese Vini          |
| 161-168 | MIE  | Miche-Silver Cross               |
| 171-178 | NGC  | NGC Medical-OTC Industria Porte  |
| 181-188 | QST  | Quick Step                       |
| 191-198 | SDV  | Saunier Duval-Scott              |
| 201-208 | SIL  | Silence-Lotto                    |
| 211-218 | TSL  | Team Slipstream-Chipotle p/b H30 |
| 221-228 | CSC  | Team CSC                         |
| 231-238 | MRM  | Team Milram                      |
| 241-248 | TCS  | Tinkoff Credit Systems           |

## Resoconto degli eventi
La corsa, partita da Milano con 199 partecipanti di 25 squadre e 31 nazionalità diverse, fu in gran parte vissuta sul tentativo dei giovani italiani Filippo Savini (CSF Group-Navigare) e Nicola D'Andrea (Miche-Silver Cross), assieme allo statunitense William Frischkorn (Slipstream-Chipotle) ed al lettone Raivis Belohvoščiks (Saunier Duval-Scott).
Andati in fuga dopo appena 23 chilometri, i quattro ottennero un vantaggio massimo superiore ai 16 minuti ma, quando il gruppo condotto dalle squadre dei velocisti, cominciò ad inseguire seriamente le cose cambiarono in peggio per gli attaccanti. La salita delle Mànie risultò fatale a D'Andrea, staccatosi dagli altri tre, mentre Savini, Frischkorn e Belohvoščiks continuarono la loro azione fino ai piedi della Cipressa. Dopo essere stati in fuga per oltre 240 chilometri, abbandonarono ogni velleità.
Una volta inghiottiti i fuggitivi dal gruppo, iniziò un'autentica bagarre, con Paolo Bettini subito all'attacco, seguito a ruota dallo svedese Thomas Löfkvist. Altri nomi importanti quali Davide Rebellin e Paolo Savoldelli, oltre a Niklas Axelsson, compatriota di Lövkvist, si aggiunsero ai due dando vita ad un temibile quintetto che guadagnò una trentina di secondi, provocando una forte reazione da parte del gruppo con Liquigas, Team CSC ed Team High Road pronti ad unire i loro sforzi per riprendere i fuggitivi.
L'inseguimento ebbe successo, ma attacchi e contrattacchi proseguirono sull'ultima asperità di giornata, il celeberrimo Poggio, e nella successiva discesa, frazionando di conseguenza il gruppo principale fino a quando, ormai in pieno abitato di Sanremo. Cancellara fece la mossa vincente poco prima dello striscione dell'ultimo chilometro. A quel punto Filippo Pozzato, Philippe Gilbert ed il resto del primo gruppo lottarono soltanto per le piazze d'onore, con l'italiano che prevalse sul belga nello sprint per il secondo posto.

## Ordine d'arrivo (Top 10)

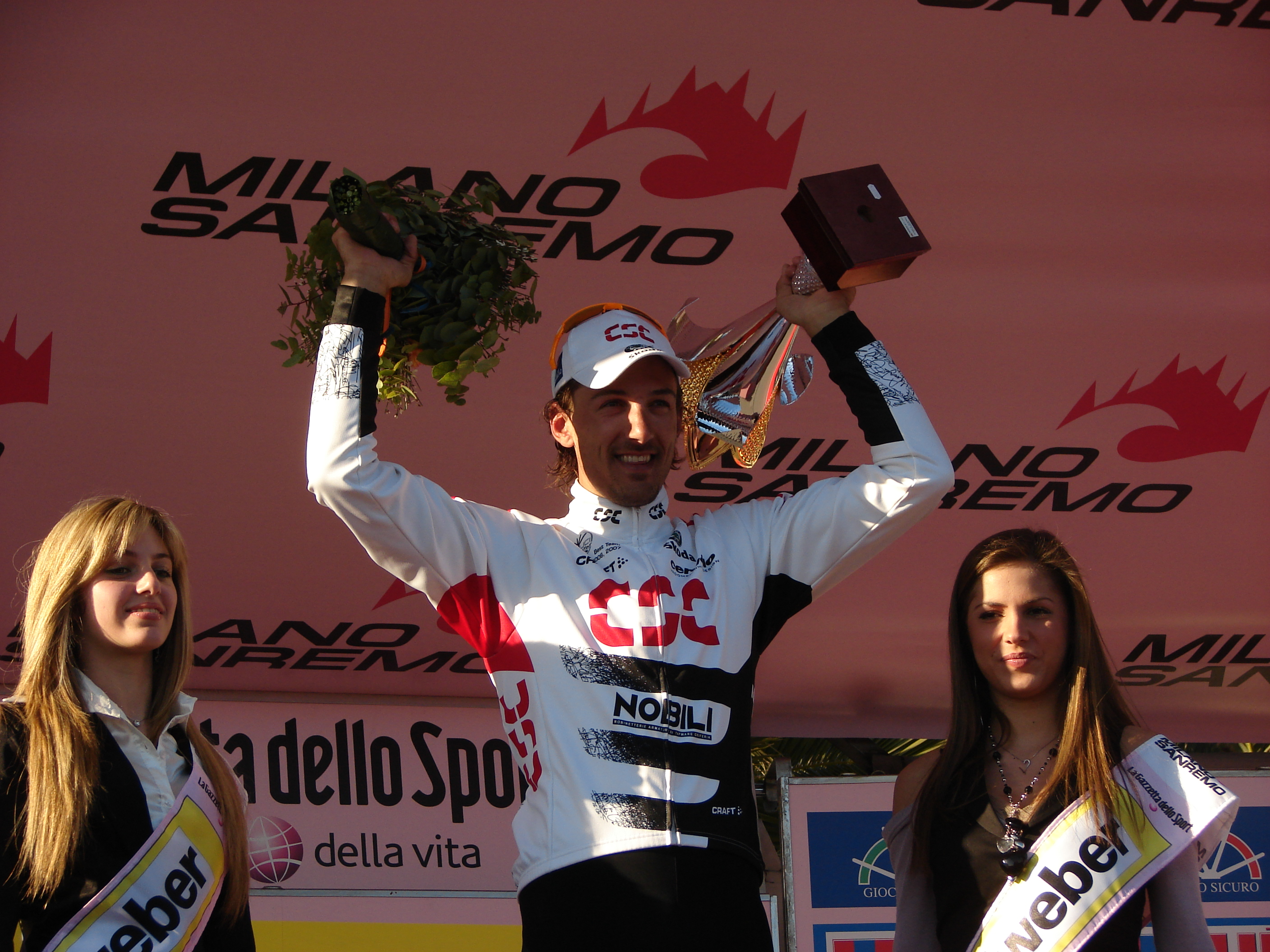
Fabian Cancellara sul podio

| Pos. | Corridore         | Squadra         | Tempo    |
| ---- | ----------------- | --------------- | -------- |
| 1    | Fabian Cancellara | Team CSC        | 7h14'35" |
| 2    | Filippo Pozzato   | Liquigas        | a 4"     |
| 3    | Philippe Gilbert  | F. des Jeux     | s.t.     |
| 4    | Davide Rebellin   | Gerolsteiner    | s.t.     |
| 5    | Mirco Lorenzetto  | Lampre          | s.t.     |
| 6    | Anthony Geslin    | Bouygues Tél.   | s.t.     |
| 7    | Rinaldo Nocentini | AG2R La Mond.   | s.t.     |
| 8    | Óscar Freire      | Rabobank        | a 6"     |
| 9    | Thor Hushovd      | Crédit Agricole | s.t.     |
| 10   | Kurt Asle Arvesen | Team CSC        | s.t.     |